# 合胞素-2
合胞素-2（英語：Syncytin-2，也称为內源性反轉錄病毒FRD组成员1，endogenous retrovirus group FRD member 1），它由ERVFRD-1基因编码，与胚胎在子宫中的着床有关。該基因是一种内源性病毒元件，它是约4500万年前逆转录病毒感染人類後的残余物。